# Jim Alder
James Noel Carroll (Jim) Alder (Glasgow, 10 juni 1940) is een voormalige Schotse langeafstandsloper, die gespecialiseerd was in de marathon. Hij heeft het Britse record in handen op de 2 uurloop. Ook is hij Europees recordhouder op de 30.000 m.

## Biografie
Zijn grootste prestatie boekte Alder in 1966. Toen won hij op de Gemenebestspelen van Kingston een gouden medaille op de marathon. Met een tijd van 2:22.08 bleef hij de Engelsman Bill Adcocks (zilver) en de Nieuw-Zeelander Mike Ryan (brons) voor. Ook werd hij dat jaar tweede op de marathon van Košice.
Op de Olympische Spelen van 1968 in Mexico-Stad moest Alder tijdens de olympische marathon voor de finish uitstappen. Een jaar later won hij een bronzen medaille op de marathon tijdens de Europese kampioenschappen in Athene. Op 17 oktober 1965 verbeterde hij het Britse record op de 2 uurloop tot 37.994 m. Op 5 september 1970 verbeterde hij in Londen het Europees record op de 30.000 m tot 1:31.30,4.
In zijn actieve tijd was Jim Alder aangesloten bij Morpeth Harriers & Athletic Club.

## Titels
- Gemenebest-kampioen marathon - 1966
- Schots kampioen marathon - 1970
- Schots kampioen veldlopen - 1962, 1970, 1971

## Persoonlijke records
| Afstand      | Prestatie      | Datum            | Plaats           |
| ------------ | -------------- | ---------------- | ---------------- |
| 10 Eng. mijl | 47.29,0        | 9 november 1968  | Leicester        |
| 1 uur        | 20.200 m       | 9 november 1968  | Leicester        |
| 25.000 m     | 1:15.34,4      | 5 september 1970 | Londen           |
| 2 uur        | 37.994 m (NR)  | 17 oktober 1965  | Walton-on-Thames |
| 30.000 m     | 1:31.30,4 (AR) | 5 september 1970 | Londen           |
| marathon     | 2:12.04        | 23 juli 1970     | Edinburgh        |

## Palmares

### halve marathon
- 1965:  Morpeth to Newcastle - 1:05.42
- 1969:  Morpeth to Newcastle - 1:04.30
- 1970:  Morpeth to Newcastle - 1:05.30
- 1971:  Morpeth to Newcastle - 1:05.17
- 1974:  Morpeth to Newcastle - 1:09.50

### marathon
- 1964: 4e marathon van Chicwick - 2:17.46
- 1964: 5e marathon van Beverley - 2:23.12
- 1966:  marathon van Košice - 2:21.06,6
- 1966:  Gemenebestspelen - 2:22.07,8
- 1967: 5e marathon van Fukuoka - 2:14.44,8
- 1967:  marathon van Nuneaton - 2:16.08
- 1968: 4e marathon van Chemnitz - 2:14.14,4
- 1968:  marathon van Cwmbran - 2:16.37
- 1968: DNF OS
- 1969:  marathon van Manchester - 2:18.18
- 1969:  EK in Athene - 2:19.05,8
- 1969:  marathon van Antwerpen - 2:16.34,4 (te kort parcours)
- 1970:  marathon van Edinburgh - 2:12.04
- 1970:  marathon van Edinburgh - 2:17.11
- 1971: 6e marathon van Manchester - 2:15.43
- 1972:  marathon van Blyth - 2:19.04
- 1973:  marathon van Enschede - 2:20.41,2